# Бутаев, Раджаб Юсупович
Раджаб Юсупович Бутаев (  Республика Дагестан, р-н Бабаюртовский, п. Татаюрт ) — российский боксёр-профессионал, выступающий в полусредней и в 1-й средней весовых категориях. Мастер спорта России международного класса, чемпион летней Универсиады (2013), чемпион России (2014), двукратный серебряный призёр чемпионата России (2012, 2015), чемпион Европы среди юниоров (2011) в любителях.
Среди профессионалов бывший чемпион мира по версии WBA (2021—2022), претендент на титул чемпиона мира по версии WBA (2019) в полусреднем весе. И бывший чемпион Северной Америки по версии NABF (2016—2018) в 1-м среднем весе.

## Биография
Раджаб Бутаев родился 15 декабря 1993 года. По национальности — аварец.
Первым крупным соревнованием, где Бутаев принял участие, стал чемпионат России среди юниоров в среднем весе. Уверенно пройдя всю турнирную сетку и став чемпионом страны, россиянин попал в состав национальной команды на грядущее первенство Европы. На своём первом международном чемпионате Раджаб вновь продемонстрировал свой талант, снова взяв золотую медаль.
Чемпион Европы среди юниоров 2011 года.

## Любительская карьера
В ноябре 2012 года дебютировал на взрослом уровне, став участником национального первенства. Уверенно добравшись до финального боя, Раджаб стал серебряным призёром чемпионата России по боксу в весе до 64 кг, уступив в упорной борьбе Армену Закаряну.
В июле 2013 года стал чемпионом летней Универсиады в Казани в весе до 64 кг.
В августе 2014 года стал чемпионом России по боксу в весе до 69 кг, победив в финале бронзового призёра Олимпиады в Лондоне Андрея Замкового.
В 2015 году успешно выступил в командном чемпионате Всемирной серии бокса победив во всех шести поединках и по итогам квалифицировался на Олимпийские игры в Рио-де-Жанейро (2016). В одном из поединков одержал победу над очень титулованным кубинским боксёром Роньелем Иглесиасом Сотолонго — действующим олимпийским чемпионом (2012), бронзовым призёром олимпийских игр в Пекине (2008) и чемпионом мира.
Но в ноябре 2015 года он стал серебряным призёром чемпионата России по боксу в весе до 69 кг, в финале проиграв Андрею Замковому, где он шёл основным фаворитом на участие в Олимпийских играх 2016 года в Рио-Де-Жанейро, с легкостью дойдя до финала. Но поверженный годом ранее в финальном сражении чемпионата Андрей Замковой на этот раз не позволил Бутаеву добиться успеха. Решение судей в пользу Замкового было подвергнуто критике командой Бутаева и самим боксёром. В результате на Олимпиаду 2016 года поехал Андрей Замковой, который в первом же раунде соревнований проиграл кенийцу Рейтону Оквири.

## Профессиональная карьера
После чемпионата России 2015 года Раджаб решил перейти в профессиональный бокс, подписав контракт с американской промоутерской компанией Fight Promotions. Его дебют состоялся 25 марта 2016 года, когда Бутаев одержал победу стремительным нокаутом в 1-м раунде над американцем Робертом Сиямом.
19 ноября 2016 года в своём четвёртом бою Бутаев встретился с опытным венгерским боксёром Габором Горбичем (22-3) и победил его единогласным решением судей (счёт: 80-72, 80-72, 80-72), попутно завоевав вакантный титул чемпиона Северной Америки по версии NABF в 1-м среднем весе.

### Чемпионский бой с Александром Беспутиным
30 ноября 2019 года в своём 13-м профессиональном поединке встретился с соотечественником Александром Беспутиным (13-0) в бою за вакантный титул регулярного чемпиона мира по версии WBA в полусреднем весе. И первоначально единогласным решением судей со счётом 112—116 (трижды) победителем был признан Беспутин. Однако, после боя Александр провалил допинг-тест (обе пробы показали наличие допинга), и был лишён чемпионского титула. 
Бой Бутаев — Беспутин официально был признан несостоявшимся. Раджаб был восстановлен в статусе обязательного претендента на бой за титул регулярного чемпиона мира по версии WBA в полусреднем весе.

### Чемпионский бой с Джеймелом Джеймсом
30 октября 2021 года в Лас-Вегасе (США) досрочно техническим нокаутом в 9-м раунде победил опытного американца Джеймела Джеймса (27-1), и завоевал титул регулярного чемпиона мира по версии WBA (1-я защита Джеймса) в полусреднем весе.

## Статистика профессиональных боёв
В таблице перечислены результаты всех поединков боксёров.
В каждой строке указан результат поединка. Дополнительно номер поединка обозначен цветом, который обозначает итог поединка. Расшифровка обозначений и цветов представлена в нижеследующей таблице.
| Пример | Расшифровка                     |
| ------ | ------------------------------- |
|        | Победа                          |
|        | Ничья                           |
|        | Поражение                       |
|        | Планируемый поединок            |
|        | Поединок признан несостоявшимся |
| КО     | Нокаут                          |
| ТКО    | Технический нокаут              |
| PTS    | Решение судей (по очкам)        |
| UD     | Единогласное решение судей      |
| MD     | Решение большинства судей       |
| SD     | Раздельное решение судей        |
| RTD    | Отказ от продолжения боя        |
| DQ     | Дисквалификация                 |
| NC     | Поединок признан несостоявшимся |

| 16 поединков, 14 побед (11 нокаутом), 1, поражение, 1 несостоявшийся. | 16 поединков, 14 побед (11 нокаутом), 1, поражение, 1 несостоявшийся. | 16 поединков, 14 побед (11 нокаутом), 1, поражение, 1 несостоявшийся. | 16 поединков, 14 побед (11 нокаутом), 1, поражение, 1 несостоявшийся. | 16 поединков, 14 побед (11 нокаутом), 1, поражение, 1 несостоявшийся. | 16 поединков, 14 побед (11 нокаутом), 1, поражение, 1 несостоявшийся. | 16 поединков, 14 побед (11 нокаутом), 1, поражение, 1 несостоявшийся. |
| Бой                                                                   | Рекорд                                                                | Дата боя                                                              | Соперник                                                              | Место проведения боя                                                  | Раундов, время                                                        | Дополнительно |
| --------------------------------------------------------------------- | --------------------------------------------------------------------- | --------------------------------------------------------------------- | --------------------------------------------------------------------- | --------------------------------------------------------------------- | --------------------------------------------------------------------- | --- |
| 16                                                                    | 14-1 (1)                                                              | 16 апреля 2022                                                        | Эймантас Станёнис (13-0)                                              | AT&T Stadium, Арлингтон, Техас, США                                   | SD 12 (12)                                                            | Утратил титул регулярного чемпиона мира по версии WBA (1-я защита Бутаева) в полусреднем весе. Счёт: 114-113, 110-117, 111-116.                                                                                          |
| 15                                                                    | 14-0 (1)                                                              | 30 октября 2021                                                       | Джеймел Джеймс (27-1)                                                 | Мандалай-Бэй, Лас-Вегас, Невада, США                                  | TKO 9 (12), 2:12                                                      | Завоевал титул регулярного чемпиона мира по версии WBA (1-я защита Джеймса) в полусреднем весе. |
| 14                                                                    | 13-0 (1)                                                              | 26 декабря 2020                                                       | Терри Четвуд (9-0-1)                                                  | Shrine Exposition Center, Лос-Анджелес, Калифорния, США               | KO 3 (8), 1:01                                                        | |
| 13                                                                    | 12-0 (1)                                                              | 30 ноября 2019                                                        | Александр Беспутин (13-0)                                             | Монте-Карло, Монако                                                   | NC 12 (12)                                                            | Бой за вакантный титул регулярного чемпиона мира по версии WBA в полусреднем весе. Первоначально счёт: 112-116 (трижды), но затем официально бой был признан несостоявшимся из-за положительно допинг-пробы у Беспутина. |
| 12                                                                    | 12-0                                                                  | 3 мая 2019                                                            | Сильверио Ортис (37-24)                                               | Бетлехем, Пенсильвания, США                                           | UD 6 (6)                                                              | Счёт: 59-54, 58-55, 58-55. |
| 11                                                                    | 11-0                                                                  | 8 марта 2019                                                          | Ланардо Тайнер (35-14-2)                                              | Ганновер, Мэриленд, США                                               | TKO 3 (8), 1:48                                                       | |
| 10                                                                    | 10-0                                                                  | 27 октября 2018                                                       | Азаэль Косио (21-7-2)                                                 | Мэдисон Сквер Гарден, Нью-Йорк, США                                   | RTD 3 (8), 3:00                                                       | |
| 9                                                                     | 9-0                                                                   | 20 июля 2018                                                          | Рамзес Агатон (20-8-3)                                                | Florentine Gardens, Эль-Монте, Калифорния, США                        | KO 3 (8), 2:58                                                        | |
| 8                                                                     | 8-0                                                                   | 10 ноября 2017                                                        | Янер Гонсалес (19-0-1)                                                | Кливленд, Огайо, США                                                  | UD 8 (8)                                                              | Счёт: 79-73, 80-72, 77-75. |
| 7                                                                     | 7-0                                                                   | 22 июля 2017                                                          | Шерзодбек Алимжанов (23-3)                                            | Красная площадь, Москва, Россия                                       | KO 3 (8), 1:45                                                        | |
| 6                                                                     | 6-0                                                                   | 3 июня 2017                                                           | Абрахам Альварез (22-10-1)                                            | Машантукет, Коннектикут, США                                          | KO 1 (8), 1:05                                                        | |
| 5                                                                     | 5-0                                                                   | 5 апреля 2017                                                         | Бахром Паязов (23-9)                                                  | Москва, Россия                                                        | TKO 1 (8), 1:00                                                       | |
| 4                                                                     | 4-0                                                                   | 19 ноября 2016                                                        | Габор Горбич (22-3)                                                   | Машантукет, Коннектикут, США                                          | UD 8 (8)                                                              | Счёт: 80-72, 80-72, 80-72. Завоевал вакантный титул чемпиона Северной Америки по версии NABF в 1-м среднем весе. |
| 3                                                                     | 3-0                                                                   | 19 октября 2016                                                       | Джонатан Батиста (16-9)                                               | Шарлотт, Северная Каролина, США                                       | KO 4 (6), 2:01                                                        | |
| 2                                                                     | 2-0                                                                   | 16 апреля 2016                                                        | Тайким Сэдлер (6-1)                                                   | Барклайс-центр, Бруклин, Нью-Йорк, США                                | TKO 1 (6), 1:37                                                       | |
| 1                                                                     | 1-0                                                                   | 25 марта 2016                                                         | Роберт Сиям (2-4)                                                     | Майами, Оклахома, США                                                 | KO 1 (6), 1:19                                                        | Профессиональный дебют. Сиям в нокдауне в 1-м раунде. |
| Бой                                                                   | Дата                                                                  | Соперник                                                              | Место проведения                                                      | Результат                                                             | Примечание                                                            | |

## Спортивные результаты в любителях
- Первенство России среди юниоров по боксу 2011 года — ;
- Первенство Европы среди юниоров 2011 года — ;
- Чемпионат России по боксу 2012 года — ;
- Летняя Универсиада 2013 года — ;
- Чемпионат России по боксу 2014 года — ;
- Чемпионат России по боксу 2015 года — ;